# Gleb Sakharov
Gleb Sakharov (nació el 10 de junio de 1988) es un jugador de tenis francés.
Benchetrit hizo su debut en el cuadro principal de un Grand Slam en el Abierto de Australia de 2019 después de pasar la clasificación.